# Participants Olímpics Independents

Bandera Olímpica.

Els Participants Olímpics Independents és el nom utilitzat en els Jocs Olímpics per a designar un individu o un equip que competeix sense representar el seu Comitè Olímpic Nacional (CON), ja sigui perquè aquest no està reconegut o perquè està sancionat.
El codi del Comitè Olímpic Nacional (COI) és IOP (Independent Olympic Participant). Els participants integrants d'aquest equip són representats per la bandera olímpica així com l'himne olímpic.

## Precedents
Abans dels Jocs intercalats de 1906, l'entrada no estava restringida als equips nominats pels Comitès Olímpics Nacionals. Equips de nacionalitat mixta van competir en alguns esdeveniments per equips. Els participants en esdeveniments individuals s’atribueixen retrospectivament a la seva nacionalitat de l'època.
Els Jocs Olímpics d'Hivern de 1940 es van reassignar a Garmisch-Partenkirchen la primavera de 1939. En concert amb les reivindicacions alemanyes nazis sobre Txecoslovàquia, els organitzadors es van negar a reconèixer el CON de Txecoslovàquia; no obstant això, estaven preparats per permetre als seus atletes entrar sota la bandera olímpica. En qualsevol cas, els Jocs van ser cancel·lats a causa de la Segona Guerra Mundial.
Durant la Guerra Freda, alguns atletes que van emigrar dels països comunistes europeus no van poder competir als Jocs Olímpics, ja que el CON del seu estat original no els volia en el seu propi equip ni els va donar permís per transferir la nacionalitat. Alguns van presentar una candidatura per competir individualment el 1952 i el 1956, però van ser rebutjats.
Quan Guyana es va unir al boicot olímpic del 1976, el seu velocista James Gilkes va demanar al COI que se li permetés competir individualment, però se li va negar.
El COI va establir per primera vegada disposicions perquè els atletes competissin a temps sota la bandera olímpica per als Jocs Olímpics d'Estiu de 1980 a Moscou. Alguns CON, majoritàriament d'Europa occidental, desitjaven assistir als Jocs malgrat el suport dels seus governs al boicot liderat pels Estats Units en protesta per la invasió soviètica de l'Afganistan. Els CON van dubtar a utilitzar símbols nacionals sense l'aprovació del govern, de manera que el COI va relaxar aquest requisit: 14 CNO van competir sota la bandera olímpica, mentre que tres, Nova Zelanda, Espanya i Portugal, van competir sota la bandera dels seus respectius CON.

## Jocs Olímpics d'estiu de 1992
En els Jocs Olímpics d'Estiu de 1992 celebrats a Barcelona la República Federal Socialista de Iugoslàvia fou sancionada per les Nacions Unides (ONU) a conseqüència de la Guerra dels Balcans, motiu pel qual els seus atletes no podien participar en competicions internacionals. Un acord entre el COPI i l'ONU va permetre que aquests atletes poguessin competir sota la denominació de Participants Olímpics independents.
Participaren un total de 58 atletes de la República Federal de Iugoslàvia i de la República de Macedònia, dos estats encara no reconeguts pel COI. En aquests Jocs es guanyaren tres medalles olímpiques, totes elles en les proves de tir olímpic.

### Medalles
| Edició         | Or | Argent | Bronze | Total |
| Barcelona 1992 | 0  | 1      | 2      | 3     |

## Jocs Olímpics d'estiu de 2000
Als Jocs Olímpics d'Estiu del 2000, quatre atletes de Timor Oriental van competir com a atletes olímpics individuals durant la transició del país cap a la independència.

## Jocs Olímpics d'estiu de 2012
En els Jocs Olímpics d'Estiu de 2012 celebrats a Londres (Regne Unit) participaren sota aquesta denominació 4 esportistes. L'any 2010 fou dissolta la colònia de les Antilles Neerlandeses, tres dels seus esportistes decidiren participar sota la deonomiació de Participants Olímpics Indenpendents (IOP) en lloc de fer-ho sota la denominació dels Països Baixos o Aruba. Així mateix Guor Marial, un esportista del Sudan del Sud, fou permès participar en els Jocs sota la denominació de POI tot i que el seu país encara no tenia comitè olímpic nacional.
Cap d'aquests participants obtingué medalla.

## Jocs Olímpics d'hivern de 2014
L'Associació Olímpica Índia va ser suspesa del COI el desembre de 2012, a causa de problemes amb el seu procés electoral. Es van programar noves eleccions per al 9 de febrer de 2014, dos dies després de l'inici dels Jocs Olímpics d'Hivern de 2014. Per tant, els tres atletes indis que es van classificar per als Jocs tenien previst competir com a participants olímpics independents.
Els dies 8 i 9 de febrer, Shiva Keshavan va participar en la competició de luge i va acabar al 38è lloc. Acabaria sent l'únic atleta que participà oficialment com a participant olímpic independent.
L'11 de febrer de 2014, el COI va restablir l'Associació Olímpica Índia després que Narayana Ramachandran, el president de la Federació Mundial d'Esquaix, fos elegit nou president de l'Associació Olímpica Índia, permetent als dos atletes restants competir sota la bandera índia. Aquesta va ser la primera vegada que es va produir una reinstal·lació d'un Comitè Olímpic quan es començaven a celebrar els Jocs Olímpics.

## Jocs Olímpics d'estiu de 2016
Els atletes kuwaitians van competir com a independents, ja que el Comitè Olímpic de Kuwait va ser suspès pel Comitè Olímpic Internacional a causa de la interferència governamental. Aquesta va ser la segona suspensió en cinc anys; la primera suspensió va provocar que els atletes kuwaitians es veiessin obligats a competir sota la bandera olímpica als Jocs Asiàtics del 2010. Fehaid Al-Deehani es va convertir en el primer atleta olímpic independent a guanyar una medalla d'or. Igual que amb els medallistes d'or de l'equip unificat als Jocs Olímpics d'hivern i estiu de 1992, l'Himne Olímpic va sonar a la cerimònia de la victòria.
Es va permetre als refugiats competir sota la bandera olímpica als Jocs Olímpics d'estiu del 2016, amb l'etiqueta Equip Olímpic de Refugiats. Deu atletes de quatre països van competir per aquest equip.
A causa del dopatge generalitzat controlat per l'estat a Rússia, l'Associació Internacional de Federacions Atlètiques va suspendre la Federació Atlètica de Rússia el novembre de 2015. Com a resultat, cap atleta rus no podia competir internacionalment, inclosos els Jocs Olímpics de 2016, fins que es retirés la suspensió. La IAAF va anunciar un camí per als atletes que entrenen fora del sistema de Rússia i podrien demostrar-se nets, així com per als que han ajudat en la lluita contra el dopatge, per poder optar a atletes neutres als Jocs Olímpics de 2016. Dues atletes, Daria Klixina i Iúlia Stepanova, van ser autoritzades inicialment per a la competició com a esportistes independents.
Tot i que Iúlia Stepanova va ser netejada per la IAAF a causa de les seves revelacions sobre el programa de dopatge sistèmic de Rússia i pel reconeixement del COI de la seva "contribució a la protecció i la promoció d'atletes nets", el COI va prohibir-la d'acord amb la decisió de prohibir tots els atletes russos amb condemnes de dopatge anteriors. El COI també va rebutjar el suggeriment que els atletes 'neutres' poguessin competir fora de la selecció nacional. Posteriorment, es va confirmar que Klixina competiria sota colors russos, el seu únic competidor en atletisme als Jocs Olímpics de 2016.

### Medalles
| Edició              | Or | Argent | Bronze | Total |
| Rio de Janeiro 2016 | 1  | 0      | 1      | 2     |

## Jocs Olímpics d'hivern de 2018
El 5 de desembre de 2017, el COI va anunciar que Rússia quedaria prohibida als Jocs Olímpics d'hivern del 2018 pel seu programa de dopatge patrocinat per l'Estat. Es permetia als atletes russos participar sota la bandera olímpica com a "atletes olímpics de Rússia" (AOR) si eren autoritzats per un grup, presidit per Valerie Fourneyron i que comptava amb representants del COI, l'Agència Mundial Antidopatge i la Unitat d'esport lliure de dopatge de l'Associació Mundial de Federacions Esportives Internacionals.

### Medalles
| Edició           | Or | Argent | Bronze | Total |
| Pyeongchang 2018 | 2  | 6      | 9      | 17    |